# Байрамуков, Джатдай Каитбиевич
Джатдай Каитбиевич Байрамуков  (карач-балк. Байрамукъланы Каитбийни Джашы Джатдай) — командир 4-й сотни, хорунжий Черкесского конного полка Кавказской туземной конной дивизии. Герой Первой мировой войны, полный Георгиевский кавалер. Герой Карачаевского-балкарского народа. По национальности — карачаевец

## Биография

### Детство Джатдая
Родился в семье Байрамукова Каитбия. Рано лишился матери (мать была из рода Чомаевых, умерла во время родов восьмого ребёнка). Рос в многодетной семье. Всего в доме одиннадцать детей, отец с мачехой — 13 человек.
Отцу необходимо было быть дома, рядом с осиротевшими детьми. Поэтому в 12—13 лет Джатдай должен был заменить отца и ухаживать зимой и летом за скотом в горах, рано стать самостоятельным в своих действиях и поступках, рассчитывать только на свои силы и закалиться в суровых горных условиях. Джатдай овладел русской грамотой, получил начальное образование по другим предметам. Это было большим достижением во времена, когда абсолютное большинство населения было неграмотно. В 1914 году Джатдаю исполнилось 20 лет. Началась Первая мировая война.

### В рядах Дикой дивизии
Джатдай в свои 20 лет прекрасно владел шашкой, отлично сидел на лошади, был ловким и очень сильным. Несмотря на то, что ему ещё не было 21 года, войны его рекомендовали в ряды Черкесского конного полка Дикой дивизии. В начале декабря начались первые бои. Д. Байрамуков уже в январе 1915 года заслужил свою первую награду — Георгиевскую медаль «За храбрость» 4-й степени (№ 214 323) за следующий подвиг: «8 января под огнём противника вынес раненого всадника Лиева». Всадник сотни абазин Мухаджир Лиев был послан в разведку, однако при возвращении был тяжело ранен в голову снарядом и упал на территории, обстреливавшейся австрийскими частями. Рискуя собственной жизнью, Джатдай передал раненого товарища в руки санитаров, чем, несомненно, спас ему жизнь.
15 февраля всадники полка атаковали д. Цу-Бабино, сильно укрепленную неприятелем. В этом бою Д. Байрамуков заслужил Георгиевский крест 4-й степени (№ 273 522). В его представлении говорилось: «При деревне Цу-Бабино на плечах, под сильным огнём противника, вынес раненого товарища, и при возвращении поднес патроны». В конце мая противник перешёл в наступление. Горцам пришлось ожесточенно обороняться, особенно в районе г. Залещики. В числе героев тех боев был и Д. Байрамуков. В его наградном листе говорилось:
«29 мая в бою, вызвавшись охотником, под сильным и действительным артиллерийским, пулеметным и ружейным огнём противника доставил патроны сотне в то время, когда в сотне кончились патроны, чем дал возможность остановить атаку противника; после этого, вызвавшись охотником, под убийственным огнём противника прорвался сквозь цепи неприятеля, отправившись в местечко Залещики, занятое противником, поджег интендантские склады с фуражом и провиантом и только утром 30 мая возвратился в свою сотню». За этот подвиг он был награждён Георгиевским крестом 3-й степени (№ 44648) Д. Байрамуков, как награждённый двумя Георгиевскими крестами и Георгиевской медалью, был произведен в чин приказного, а затем младшего урядника.
При начальнике дивизии постоянно находился конвойный эскадрон, в который входило по пять всадников из каждого полка. 1 мая 1916 года в конвой был послан младший урядник Д. Байрамуков. В конвое он прослужил более полутора месяца. В конце мая — в начале июня
русские войска перешли в наступление по всей линии фронта, которое вошло в историю как Брусиловский прорыв.
Горские полки 1-й и 3-й бригады Кавказской конной дивизии внесли свой весомый вклад в успех общего дела. За храбрость и мужество, проявленные в боях с 15 по 30 июля 1916 года, Д. Байрамуков был награждён Георгиевским крестом 2-й степени (№ 31 193). По итогам боев командир сотни штаб-ротмистр Делли Альбицци представил всадников к производству в следующие чины. И вскоре «за боевые отличия в делах против неприятеля, прилежное поведение и усердие на службе» Джатдай Байрамуков был произведен в старшие урядники. По некоторым данным полный Георгиевский кавалер. Отсутствие документов Черкесского полка за 1916 и 1917 годы не позволяет со стопроцентной уверенностью утверждать это. Однако свидетельства современников подтверждают, что он все же стал полным Георгиевским кавалером. Документированы только четыре его награды к августу 1916 года (одна медаль и три креста). Крест 1- й степени он получил за бои в июне — июле 1917 года. К концу войны произведен в чин юнкера.

### События 1917—1922 годов
Отсутствие твердой власти, развал прежних органов правопорядка (горской милиции) привели к бурному росту преступности. Многочисленные обращения населения к большевистским руководителям отдела не имели успеха. Бандиты нападали, грабили, убивали, бывало, люди выходили из дома и не возвращались. Тогда Байрамуков организовал отряд из добровольцев (около трехсот всадников), вставших на защиту населения. 
В один день на одинокий кош напали 24 всадника. Угнали скот на шашлык, вместе с дочерью хозяина, избив хозяев (мать и отца). Спустившись в Схауатское ущелье к нарзанам, зарезав украденных овец, устроили себе пир. Разгоряченные водкой, они стали измываться над девушкой. Случилось так, что к кошу подъехал Джатдай Байрамуков, узнав о том, что произошло, он погнался за бандитами. Настиг их у нарзанов и с помощью ручного пулемёта жестоко отомстил. Лишь одного из бандитов Байрамуков оставил в живых, чтобы тот рассказал своим братьям, что ожидает тех, кто, пользуясь своим превосходством, собирается повторить что-нибудь подобное. Забрав лошадей бандитов, угнанный скот, он отвез девушку к родителям. После этого помог им собраться и переехать поближе к другим кошам. Крепко наказав кошевиков, чтобы они держались вместе.

### Убийство
В начале 1922 г. оппозиция начинает вершить суд. Под прикрытием буденовцев арестовывают и расстреливают Барисбия Дудова и Даута Узденова, ближайших соратников Байрамукова Дж. 24 февраля в ауле Хурзук, в местности «Большая поляна» под личным руководством Ш. Байкулова карательным отрядом из 7 милиционеров выстрелом в спину был убит Джатдай Байрамуков.

## Интересные факты
- Генерал армии В. М. Семенов является внучатым племянником Байрамукова Джатдая.
- Байрамуков Джатдай Каитбиевич носил мандат, подписанный когда-то самим Лениным: «За прошлое простить. Считать большевиком».

## Память
Ему посвящены 33 народных песен и плачей. Его имя носит улицы в селении Хурзук, Учкекен, Сары-Тюз, оно присвоенно средней школе № 1 г. Карачаевска, его портрет занимает место на стенде «Знатные люди Карачая». А также установлен памятник в Карачаевске и памятная стела из гранита в Хурзуке. Помимо материалов о нём, в 2006 году вышла книга «Джатдай» автор Ш. М. Батчаев.